# Канадсько-ірландські відносини

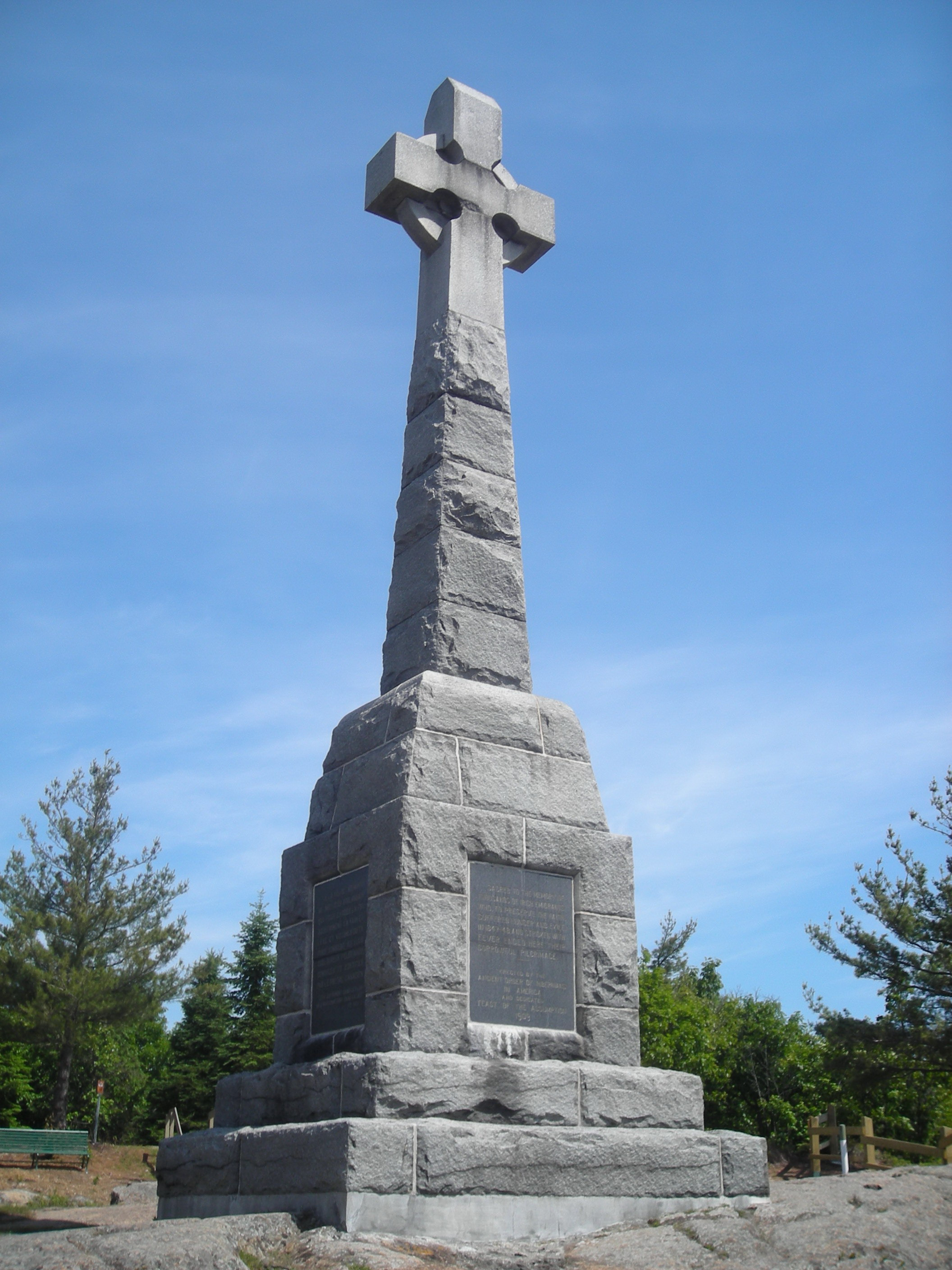
Кельтський хрест на Гросс-Ілі — це меморіал тисячам ірландських мігрантів, які прибули до Канади.

Канадсько-ірландські відносини — це відносини між Канадою та Республікою Ірландія. Канада та Ірландія мають дружні стосунки, важливість яких зосереджується на історії міграції ірландців до Канади та спільної історії двох країн як частин Британської імперії. Близько 4,5 мільйона канадців стверджували, що мають ірландських предків (приблизно 14% населення Канади). Обидві країни є спільними членами Організації економічного співробітництва та розвитку, Організації Об'єднаних Націй (ООН) та Світової організації торгівлі. 

## Історія
Перші ірландські поселенці прибули в Канаду в 17 столітті, коли французи почали прибувати до сучасної Канади і привезли з собою ірландських солдатів. У 18 столітті ірландські рибалки припливли до Ньюфаундленду і Лабрадору, щоб займатися риболовлею біля берегів, і багато хто з них оселився в провінції. До 1850 року понад 500 000 ірландських мігрантів прибули до Канади, хоча багато хто з них продовжував мігрувати до Сполучених Штатів Америки.
До 1922 року і Канада, і Ірландія були частиною Британської імперії і тому не мали міжнародних відносин, відмінних від британських. З 1922 по 1937 рік Ірландська вільна держава була домініоном, як і Канада, під британською короною, але самоврядною. Канада відправила свого першого Верховного комісара до Ірландії [Джона Холла Келлі] у 1929 році. Це в той час, коли Велика Британія не дозволяла Канаді мати посольства в більшості штатів, а представнику Великої Британії в Ірландії не було дозволено використовувати титул посла. У 1937 році Ірландія змінила свою конституцію, щоб надати собі більш повну незалежність від Сполученого Королівства, проте все ще залишалася деяка неясність щодо ролі Корони в ірландському законодавстві. У 1931 році, після підписання Вестмінстерського статуту, Канада стала суверенною і незалежною державою. У 1939 році обидві країни відкрили постійні дипломатичні представництва в столицях один одного. 
У 1948 році Таосіч (прем'єр-міністр) Ірландії Джон А. Костелло відвідав Канаду, коли оголосив, що Ірландія проголосить себе республікою. Причина, чому він вирішив зробити це оголошення в Канаді, є предметом дискусій. Можливо, Костелло був ображений поведінкою генерал-губернатора Канади Гарольда Александера, 1-го графа Олександра Туніського, який мав північноірландське походження і який нібито розмістив символи Північної Ірландії, зокрема копію знаменитої Ревучого Мег. гармата, використана під час облоги Деррі, перед скривдженим Костелло на державному обіді. Безсумнівним є те, що попередня домовленість, згідно з якою мали бути запропоновані тости за короля (що символізує Канаду) та президента (що представляє Ірландію), була порушена. Був запропонований лише тост за короля, за лютість ірландської делегації. Невдовзі після цього Костелло оголосив про план проголошення республіки. Були запропоновані й інші пояснення оголошення, яке було зроблено в цей час, включно з ідеєю, що зміна вже була запланована, і ірландська газета ось-ось «розриває» цю історію. Якою б не була причина, Закон про Республіку Ірландія 1948 року незабаром був прийнятий за підтримки всіх сторін.
У 1986 році прем'єр-міністр Канади Браян Малруні оголосив, що Канада внесе до 10 мільйонів доларів протягом 10 років до Північної Ірландії та Республіки Ірландія для програм економічного та соціального розвитку.  Останнім часом Канада активно підтримує мирний процес у Північній Ірландії, що символізує колишній начальник канадського штабу оборони Джон де Шастелен, який очолює Незалежну міжнародну комісію з виведення з експлуатації .
У серпні 2017 року Таоісах Лео Варадкар приїхав до Канади і приєднався до прем'єр-міністра Канади Джастіна Трюдо на Параді гордості в Монреалі. 

## Дипломатичні Візити
Візити прем’єр-міністрів Канади до Ірландії
- Прем'єр-міністр Джон Діфенбейкер (1961)
- Прем'єр-міністр П'єр Трюдо (1975)
- Прем'єр-міністр Браян Малруні (1991)
- Прем'єр-міністр Жан Кретьєн (1999)
- Прем'єр-міністр Пол Мартін (2005)
- Прем'єр-міністр Стівен Харпер (2013)
- Прем'єр-міністр Джастін Трюдо (2017)

Візити президента та прем’єр-міністра (Taoiseach) з Ірландії до Канади        
- Taoiseach Джон А. Костелло (1948)
- Президент Еамон де Валера (1964)
- Таосіч Гаррет Фіцджеральд (1985)
- Президент Мері Робінсон (1994)
- Президент Мері МакАліз (1998, 2007)
- Таоісах Берті Ахерн (2005)
- Таоісах Енда Кенні (2017)
- Taoiseach Лео Варадкар (2017)

## Торгівля
У жовтні 2016 року Канада та Європейський Союз (до якого входить Ірландія) підписали угоду про вільну торгівлю, відому як « Всеобсяга економічна і торговельна угода ».  У 2017 році загальний товарообіг між Канадою та Ірландією склав 2,9 мільярда канадських доларів.  Основний експорт Канади до Ірландії: хімічна продукція, транспортні засоби та обладнання, машини, механічна та електронна продукція. Основний експорт Ірландії до Канади: хімічні продукти, спеціалізовані інструменти, продукти харчування та продукти тваринного походження. 

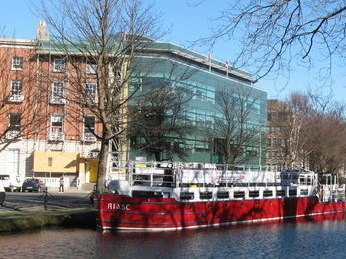
Посольство Канади в Дубліні

## Постійні дипломатичні представництва
- Канада має посольство в Дубліні [14]
- Ірландія має посольство в Оттаві та генеральне консульство у Ванкувері . [15]

## Дивіться також
- Посольство Ірландії в Оттаві
- Феніанські набіги
- ірландські канадці
- Ірландські жителі Квебеку
- Ірландська мова в Ньюфаундленді
- Стратмор (Кілліні)